# Stephen Kim Sou-hwan
Stephen Kim Sou-hwan (llamado frecuentemente Stephanus en latín) (김수환 en coreano) (2 de julio de 1922 - 16 de febrero de 2009) fue un importante cardenal de la iglesia católica y arzobispo de Seúl, Corea del Sur. Después de haber sido una figura icónica en transición sangrienta y tumultuosa de Corea del Sur de un régimen militar a la democracia, fue muy respetado en todas los sectores de la sociedad surcoreana.

## Primeros años
Nació en Daegu, Corea del Sur, y asistió a la escuela secundaria en Seúl. Estudió filosofía en la Universidad Sofía en Tokio desde 1941 hasta 1944, y en la Universidad Católica de Corea del Sur en Seúl desde 1947 a 1951, cuando se graduó. Después de servir brevemente como párroco en Andong y luego como secretario en la Archidiócesis de Daegu, viajó a Alemania para estudiar sociología en la Universidad de Münster desde 1956 hasta 1963.

## Episcopado

### Obispo de Masan
El 15 de febrero de 1966, el Papa Pablo VI lo nombró I Obispo de la Diócesis de Masan.
Es consagrado obispo el 31 de mayo de 1966, por Mons. John Baptist Sye Bong-Kil, Arzobispo de Daegu; y Mons. John A. Choi Jae-seon, Obispo de Pusan.

### Arzobispo de Seúl
El 9 de abril de 1968, el Papa Pablo VI lo nombró II Arzobispo Metropolitano de la Arquidiócesis de Seúl.

## Cardenalato
Kim fue elevado al rango de cardenal-presbítero de San Félix de Cantalicio en Centocelle por el Papa Pablo VI en el consistorio del 28 de abril de 1969. A la edad de 46 años, él era el miembro más joven del Colegio cardenalicio en ese momento. Recibió la medalla de Mugunghwa en 1970, y participó en los dos cónclaves de 1978.
Durante la dictadura militar de Park Chung-hee y la de su sucesor Chun Doo-hwan en los años 1970 y 1980 el surcoreano de la Iglesia católica bajo el liderazgo de Kim se destacó como un punto focal del movimiento de democratización de Corea del Sur.

### Arzobispo Emérito de Seúl
En 1998, el cardenal Kim se retiró como arzobispo de Seúl, poco después de servir como Presidente Delegado de la Asamblea Especial para los Obispos del Sínodo de Asia. A la muerte de Franz König, en 2004, se convirtió en el miembro más antiguo del Colegio en términos de servicio, ya que fue el primero de los tres miembros sobrevivientes elevados en 1969 en la lista de ese consistorio. Sin embargo, en las ceremonias de la sede vacante por la muerte de Juan Pablo II, el mandato de protopresbítero a lo que el cardenal Kim tenía derecho se llevaron a cabo por Eugênio Sales, otro cardenal de 1969 que era de menor grado que Kim como cardenal, pero superior como sacerdote y obispo, debido a una enfermedad del cardenal Kim.
Habiendo llegado a la edad de 80 años en el 2002, no participó en el Cónclave de 2005 como él ya no era elegible para votar en las elecciones papales. El cardenal Kim llegó a la Inauguración Papal de Benedicto XVI y allí se hizo desempeñar las funciones de Cardenal protopresbítero.

## Muerte
A partir de 2007, la salud de Kim deteriorado gradualmente, y fue visto pocas veces en público, siendo la última la misa de medianoche de Navidad de 2008 en la Catedral de Myeongdong. Murió en Seúl el 16 de febrero de 2009, debido a los problemas respiratorios. Durante un periodo de cuatro días unos 400.000 católicos dolientes se dice que han pasado frente a su ataúd en la Catedral de Myeongdong. Fue enterrado el 20 de febrero. De acuerdo con su testamento, fue su voluntad que sus órganos fueran donados para ser trasplantados, y los ojos del cardenal fueron utilizados rápidamente en dos exitosos trasplantes de córnea.